# Янушевський Віктор Францович
Віктор Францович Янушевський (рос. Виктор Францевич Янушевский, нар. 23 січня 1960, Мінськ — пом. 23 червня 1992, Берлін) — радянський та білоруський футболіст, захисник.
Насамперед відомий виступами за «Динамо» (Мінськ), а також національну збірну СРСР.
Дворазовий чемпіон СРСР. Володар Кубка СРСР.

## Клубна кар'єра
Народився 23 січня 1960 року в місті Мінськ. Вихованець футбольної школи клубу «Динамо» (Мінськ). Дорослу футбольну кар'єру розпочав 1977 року в основній команді того ж клубу, в якій провів одинадцять сезонів, взявши участь у 244 матчах чемпіонату. Більшість часу, проведеного у складі мінського «Динамо», був основним гравцем захисту команди. За цей час виборов титул чемпіона СРСР.
Своєю грою привернув увагу представників тренерського штабу ЦСКА (Москва), до складу якого приєднався 1989 року. Відіграв за московських армійців наступні два сезони своєї ігрової кар'єри. За цей час додав до переліку своїх трофеїв ще один титул чемпіона СРСР та став володарем Кубка СРСР.
Протягом 1990–1991 років захищав кольори англійського клубу «Олдершот», що виступав у четвертому дивізіоні, проте закріпитися не зумів і повернувся назад у ЦСКА.
З літа 1991 року виступав у німецькому нижчоліговому клубі «Теніс Боруссія».
Помер 23 червня 1992 року на 33-му році життя у місті Берлін.

## Виступи за збірні
Янушевський грав за юнацькі команди СРСР, вигравши європейську першість 1978 року і ставши другим на молодіжному чемпіонаті світу 1979 року, де радянські футболісти поступилися в фіналі аргентинцям, у складі яких грав, зокрема, Дієго Марадона.
У 1983–1984 роках захищав кольори олімпійської збірної СРСР. У складі цієї команди провів 4 матчі.
1984 року провів два матчі у складі національної збірної СРСР.

## Статистика виступів

### Статистика клубних виступів
| Сезон     | Команда           | Чемпіонат  | Чемпіонат | Чемпіонат |
| Сезон     | Команда           | Ліга       | Ігор      | Голів     |
| --------- | ----------------- | ---------- | --------- | --------- |
| 1977      | «Динамо» (Мінськ) | Перша ліга | 11        | -         |
| 1978      | «Динамо» (Мінськ) | Перша ліга | 12        | -         |
| 1979      | «Динамо» (Мінськ) | Вища ліга  | 13        | 1         |
| 1980      | «Динамо» (Мінськ) | Вища ліга  | 23        | 1         |
| 1981      | «Динамо» (Мінськ) | Вища ліга  | 22        | -         |
| 1982      | «Динамо» (Мінськ) | Вища ліга  | 27        | -         |
| 1983      | «Динамо» (Мінськ) | Вища ліга  | 30        | -         |
| 1984      | «Динамо» (Мінськ) | Вища ліга  | 25        | 1         |
| 1985      | «Динамо» (Мінськ) | Вища ліга  | 25        | -         |
| 1986      | «Динамо» (Мінськ) | Вища ліга  | 24        | -         |
| 1987      | «Динамо» (Мінськ) | Вища ліга  | 29        | -         |
| 1988      | «Динамо» (Мінськ) | Вища ліга  | 18        | -         |
| 1989      | ЦСКА (Москва)     | Перша ліга | 19        | 1         |
| 1990      | ЦСКА (Москва)     | Вища ліга  | 12        | -         |
| 1990-1991 | «Олдершот»        | 4 дивізіон | 6         | 1         |
| 1991      | ЦСКА (Москва)     | Вища ліга  | 8         | -         |
| 1991-92   | «Теніс Боруссія»  | 5 дивізіон | 11        | 1         |
| Всього    | Всього            | Всього     | 315       | 6         |

## Титули і досягнення
- Чемпіон СРСР (2):
  - «Динамо» (Мінськ): 1982
  - ЦСКА (Москва): 1991
- Володар Кубка СРСР (1):
  - ЦСКА (Москва): 1990-91
- Чемпіон Європи (U-18): 1978